# Rocio
Rocio — це невеликий рід цихлових (Cichlidae) із Мексики й півночі Центральної Америки, описаний у 2007 році. Налічує три види.

## Види
- Rocio gemmata Contreras-Balderas & Schmitter-Soto 2007 з Юкатану, Мексика
- Rocio ocotal Schmitter-Soto 2007 з оз. Окоталь, Мексика
- Rocio octofasciata (Regan 1903)[2]  — «Jack Dempsey» (Джек Демпслі), з Гондурасу та півдня Мексики